# 1978 год в науке
В 1978 году были различные научные и технологические события, некоторые из которых представлены ниже.

## События
- 20 января — запущен «Прогресс-1», первый транспортный грузовой космический корабль серии «Прогресс». Стыковка с орбитальной станцией «Салют-6» — 22 января.
- 2 марта — стартовал космический корабль «Союз-28» с первым международным экипажем лётчика-космонавта СССР А. А. Губарева и космонавта-исследователя гражданина Чехословацкой Социалистической Республики В. Ремека в рамках программы «Интеркосмос».
- 22 июня — открыт первый спутник Плутона — Харон.
- 27 июня — в СССР на космическом корабле «Союз-30» стартует второй международный экипаж: П. И. Климук и гражданин Польской Народной Республики Мирослав Гермашевский.
- 9 августа — ядерный взрыв «Кратон-4» мощностью 22 килотонны.
- 24 августа — ядерный взрыв «Кратон-3» мощностью 19 килотонн.
- 26 августа — в СССР на космическом корабле «Союз-31» стартует третий международный экипаж: В. Ф. Быковский и гражданин ГДР Зигмунд Йен.
- 8 октября — ядерный взрыв «Вятка» мощностью 15 килотонн.
- 30 декабря — в Киеве введена в эксплуатацию[1][2] первая в СССР[3][4] линия скоростного трамвая, построенная по инициативе Владимира Веклича[5][6] и Василия Дьяконова[7].
- 31 декабря — установлен рекорд минимальной температуры, когда-либо зарегистрированный в Европе на метеостанции Усть-Щугер −58,1 °С.

## Достижения человечества

### Открытия

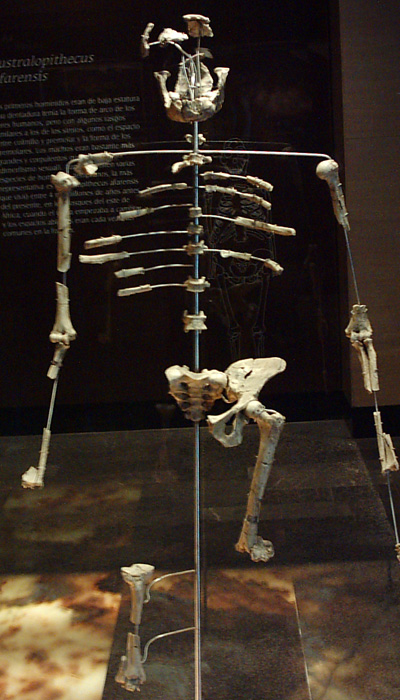
Австралопитек

- В Африке открыт ископаемый Австралопитек афарский (Australopithecus afarensis).

### Новые виды животных
- Животные, описанные в 1978 году

## Награды
- Нобелевская премия
  - Физика — Пётр Леонидович Капица — «За его базовые исследования и открытия в физике низких температур», Арно Аллан Пензиас и Роберт Вудро Уилсон — «За открытие микроволнового реликтового излучения».
  - Химия — Питер Митчелл
  - Медицина и физиология — Арбер Вернер, Натанс Даниел, Смит Хамилтон
- Премия Бальцана
  - Человечество, мир и братство между народами: Мать Тереза (Индия)
- Большая золотая медаль имени М. В. Ломоносова
  - Анатолий Петрович Александров — за выдающиеся достижения в области атомной науки и техники.
  - Александер Робертус Тодд (профессор, президент Королевского общества Великобритании) — за выдающиеся достижения в области органической химии.
- Филдсовская премия
  - Пьер Делинь (Бельгия).
  - Чарльз Фефферман (США).
  - Григорий Александрович Маргулис (СССР).
  - Даниель Квиллен (США).
- Премия Тьюринга
  - Роберт Флойд — за его несомненное влияние на методологию создания эффективного и надёжного программного обеспечения и за его помощь в становлении таких областей компьютерных наук как теория парсинга, семантика языков программирования, автоматическая верификация программ, автоматический синтез программ, и анализ алгоритмов.

## Родились
- 19 ноября — Дрис Бёйтарт, основатель системы управления контентом Drupal.

## Скончались
- 14 января (род. 28 апреля 1906 года) — Курт Гёдель, австрийский логик, математик и философ математики.
- 30 марта — Билл Гамильтон[англ.], новозеландский инженер (род. 1899).
- 31 марта — Чарльз Бест, американо-канадский учёный, один из открывателей инсулина (род. 1899).
- 15 ноября (род. 1901) — Маргарет Мид, американский антрополог.